# Y istriana

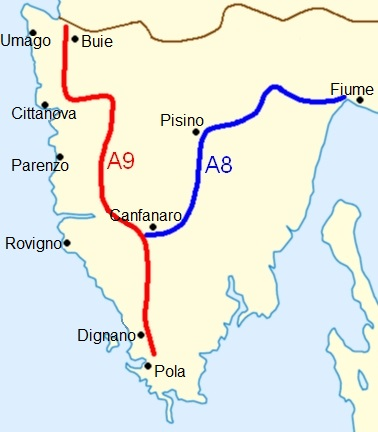
Le infrastrutture che formano la Y istriana

La Y istriana (in lingua croata: Istarski ipsilon) è un complesso composto da due autostrade inserito nello schema viario della Croazia: ne fanno parte l'autostrada A8 / superstrada B8 (Mattuglie-Canfanaro) e l'autostrada A9 (tra il confine con la Slovenia e Pola). Il suo nome deriva dalla forma disegnata dalle due arterie all'interno dell'Istria. Il complesso, completato nel 2007, è gestito dalla società Bina-istra fino al 2027.

Il ramo occidentale (A9) è, dal 2011, un'autostrada a due corsie per senso di marcia (eccetto i viadotti sul fiume Quieto e sul canale di Leme) ed è sottoposto a pedaggio mentre quello orientale (A8/B8) è una autostrada con due corsie per senso di marcia dalla A9 fino alla galleria del monte Maggiore, e una superstrada a una corsia per senso di marcia nel tratto tra la galleria e Mattuglie (del quale è previsto il raddoppio). Entrambi i rami sono sottoposti a pedaggio. La Y rappresenta lo schema viario portante della regione istriana croata.

## Struttura
Il ramo orientale è rappresentato dalla A8/B8 collegante Mattuglie (Matulji), località posta nella Regione litoraneo-montana, nel nord della penisola istriana con Canfanaro (Kanfanar), nel centro dell'Istria, fino a raccordarsi con l'autostrada A9. Rappresenta il collegamento rapido tra l'Istria e il resto della Croazia.

Il ramo occidentale è costituito dall'autostrada A9, che collega Umago, vicino al confine sloveno, con Pola, nel sud della penisola. È il principale collegamento che serve le località turistiche della costa occidentale e che le collega al confine con la Slovenia e, quindi, all'Italia.

## Progetti futuri
Attualmente la superstrada B8 tra la galleria di Monte Maggiore e Mattuglie è costituita da due sole corsie, una per senso di marcia, cui s'affiancano frequenti piazzole di sosta ed emergenza. Vi è il progetto di trasformare tale superstrada in una vera e propria autostrada, stante il grosso traffico turistico che è costretta a sopportare nei mesi estivi. I cantieri per lo scavo della seconda canna della galleria di Monte Maggiore sono già avviati e si dovrebbero concludere nel 2024, mentre i lavori di raddoppio del tratto fino a Mattuglie dovrebbero essere avviati nel 2023.
Per quanto riguarda l'A9,  viadotto sul fiume Quieto e quello sul canale di Leme sono ancora a corsia unica. È previsto il loro raddoppio, i cui cantieri dovrebbero venire aperti entro il 2023.
È previsto anche un collegamento diretto tra l'A9 e la superstrada costiera dell'Istria slovena, oggi in fase di progetto.
Un progetto della Regione istriana prevede la costruzione di una nuova superstrada che dovrebbe innestarsi sulla A8 presso Gimino, per collegare Albona con la Y.